# Antonio Manillo
Antonio Andrés Manillo es un exfutbolista argentino; se desempeñaba como defensor y su primer club fue Banfield.

## Trayectoria

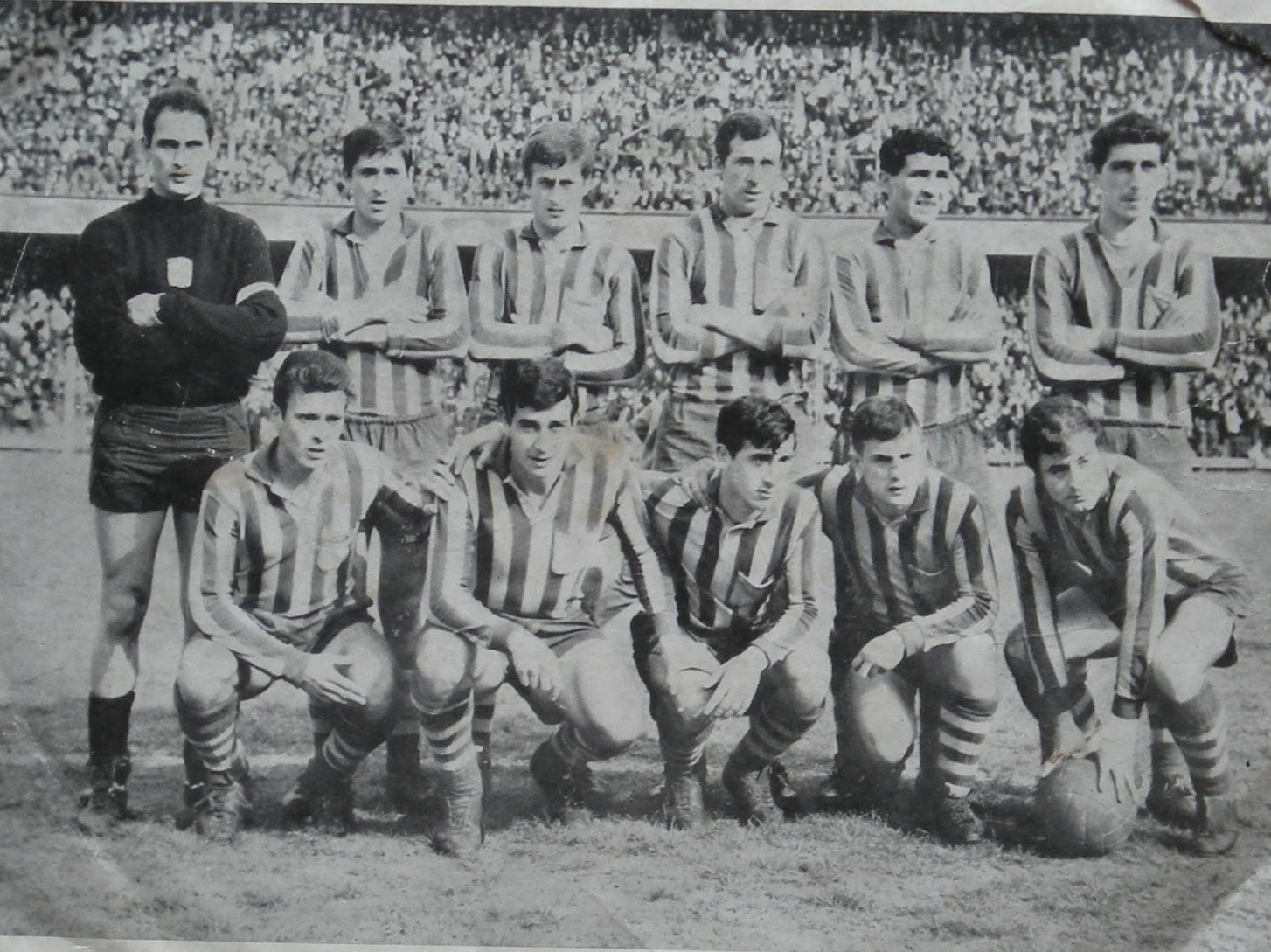
Rosario Central en 1966. Parados: Edgardo Andrada, Otto Sesana, Jorge Ainsa, Carlos Griguol, José Casares, Antonio Manillo; hincados: Héctor Pignani, Enzo Gennoni, Aldo Poy, Ricardo Palma, Adolfo Bielli.

Jugó en sus inicios como marcador de punta por izquierda, desempeñándose también en la función de segundo marcador central con el correr de los años.  Su debut se produjo en el Club Atlético Banfield en 1958, cuando el Taladro se encontraba disputando el Campeonato de Primera B. En 1962 integró el equipo campeón de la categoría que devolvió al cuadro albiverde a la Primera División de Argentina. Disputó en ella 21 encuentros en la temporada 1963, protagonizando su equipo una buena campaña que lo ubicó en mitad de tabla.
En 1964 pasó a Rosario Central, teniendo su primer partido oficial el 10 de mayo en el empate por tres goles ante Gimnasia y Esgrima en La Plata, cotejo válido por la tercera fecha del Campeonato de Primera División. Manillo se afirmó como alternativa por el sector izquierdo de la defensa con 22 presencias. Al año siguiente se movió a la zaga central, compartiéndola con José Casares en 30 partidos. En su última temporada con los canallas fue perdiendo lugar ante la promoción de juveniles y la llegada del uruguayo José Jorge González, quien inició su trayectoria en Rosario Central como marcador de punta por izquierda. En tres años Manillo sumó 62 cotejos disputados con la casaca auriazul.
Su siguiente destino fue Racing Club; allí se desempeñó durante dos temporadas para luego retirarse, pero antes formando parte de la gesta del cuadro de Avellaneda al conseguir las copas Libertadores e Intercontinental en 1967. Su participación fue mayormente como suplente, sumando aun así cuatro presencias en Libertadores.

## Palmarés

### Títulos internacionales
| Equipo      | País      | Título                | Año  |
| ----------- | --------- | --------------------- | ---- |
| Racing Club | Argentina | Copa Libertadores     | 1967 |
| Racing Club | Argentina | Copa Intercontinental | 1967 |

### Títulos nacionales
| Equipo   | País      | Título    | Año  |
| -------- | --------- | --------- | ---- |
| Banfield | Argentina | Primera B | 1962 |